# Reichsbundpokal 1941/42
Der Reichsbundpokal 1941/42 war der achte und letztmals ausgetragene Reichsbundpokal-Wettbewerb. Aufgrund des Zweiten Weltkriegs erfolgte bei einigen bestehenden Gauen eine neue politisch-geographische Einteilung, zudem kamen durch den Eroberungskrieg weitere Gaue hinzu. Dadurch nahmen 25 Gauauswahlmannschaften an dem diesjährigen Pokal teil. Der Wettbewerb begann mit einer Ausscheidungsrunde, an der 18 Mannschaften teilnahmen. Die sieben Mannschaften aus den vermeintlichen spielstärksten Gauen nahmen dann ab dem Achtelfinale zusammen mit den neun Siegern der Ausscheidungsrunde am Wettbewerb teil. Den Pokal gewann zum zweiten Mal die Auswahlmannschaft des Niederrheins durch einen 2:1-Erfolg über Nordmark. Titelverteidiger Sachsen schied überraschend bereits im Achtelfinale durch eine 2:4-Niederlage gegen die Mannschaft Kurhessens aus. Auch für den zweifachen Pokalsieger und Vorjahresfinalisten Bayern war bereits im Achtelfinale nach einer 3:4-Niederlage gegen Köln-Aachen Endstation. Die als relativ schwach eingeschätzte Mannschaft Ostpreußens scheiterte im Achtelfinale erst im Wiederholungsspiel knapp mit 4:5 an Berlin-Brandenburg.
Dies war die letzte Austragung des Reichsbundpokals, kriegsbedingt wurde der Wettbewerb nicht weiter fortgeführt. Mit dem Länderpokal gab es in der Spielzeit 1949/50 den Versuch, einen ähnlichen Wettbewerb aufzulegen.

## Übersicht
Ab dem Achtelfinale:

|  | Achtelfinale       | Achtelfinale |                    |             | Viertelfinale      | Viertelfinale |  |  | Halbfinale | Halbfinale |  |  | Finale | Finale |
|  |                    |              |                    |             |                    |               |  |  |            |            |  |  |        |        |
|  |                    |              |                    |             |                    |               |  |  |            |            |  |  |        |        |
|  | Württemberg        | 4            |                    |             |                    |               |  |  |            |            |  |  |        |        |
|  | Mitte              | 6            |                    |             |                    |               |  |  |            |            |  |  |        |        |
|  | Mitte              | 6            | Mitte              | 2           |                    |               |  |  |            |            |  |  |        |        |
|  |                    |              | Mitte              | 2           |                    |               |  |  |            |            |  |  |        |        |
|  |                    |              |                    |             | Ostmark            | 3             |  |  |            |            |  |  |        |        |
|  | Ostmark            | 5            |                    |             | Ostmark            | 3             |  |  |            |            |  |  |        |        |
|  | Ostmark            | 5            |                    |             |                    |               |  |  |            |            |  |  |        |        |
|  | Oberschlesien      | 0            |                    |             |                    |               |  |  |            |            |  |  |        |        |
|  | Oberschlesien      | 0            | Donau-Alpenland b  | 0           |                    |               |  |  |            |            |  |  |        |        |
|  |                    |              | Donau-Alpenland b  | 0           |                    |               |  |  |            |            |  |  |        |        |
|  |                    |              |                    | Niederrhein | 1                  |               |  |  |            |            |  |  |        |        |
|  | Baden              | 1            |                    | Niederrhein | 1                  |               |  |  |            |            |  |  |        |        |
|  | Baden              | 1            |                    |             |                    |               |  |  |            |            |  |  |        |        |
|  | Niederrhein        | 3            |                    |             |                    |               |  |  |            |            |  |  |        |        |
|  | Niederrhein        | 3            | Niederrhein        | 6           |                    |               |  |  |            |            |  |  |        |        |
|  |                    |              | Niederrhein        | 6           |                    |               |  |  |            |            |  |  |        |        |
|  |                    |              |                    |             | Kurhessen          | 2             |  |  |            |            |  |  |        |        |
|  | Kurhessen          | 4            |                    |             | Kurhessen          | 2             |  |  |            |            |  |  |        |        |
|  | Kurhessen          | 4            |                    |             |                    |               |  |  |            |            |  |  |        |        |
|  | Sachsen            | 2            |                    |             |                    |               |  |  |            |            |  |  |        |        |
|  | Sachsen            | 2            | Niederrhein        | 2           |                    |               |  |  |            |            |  |  |        |        |
|  |                    |              | Niederrhein        | 2           |                    |               |  |  |            |            |  |  |        |        |
|  |                    |              |                    | Nordmark    | 1                  |               |  |  |            |            |  |  |        |        |
|  | Westfalen          | 1            |                    | Nordmark    | 1                  |               |  |  |            |            |  |  |        |        |
|  | Westfalen          | 1            |                    |             |                    |               |  |  |            |            |  |  |        |        |
|  | Niedersachsen      | 4            |                    |             |                    |               |  |  |            |            |  |  |        |        |
|  | Niedersachsen      | 4            | Niedersachsen      | 1           |                    |               |  |  |            |            |  |  |        |        |
|  |                    |              | Niedersachsen      | 1           |                    |               |  |  |            |            |  |  |        |        |
|  |                    |              |                    |             | Berlin-Brandenburg | 2             |  |  |            |            |  |  |        |        |
|  | Berlin-Brandenburg | 0; 5         |                    |             | Berlin-Brandenburg | 2             |  |  |            |            |  |  |        |        |
|  | Berlin-Brandenburg | 0; 5         |                    |             |                    |               |  |  |            |            |  |  |        |        |
|  | Ostpreußen         | 0; 4         |                    |             |                    |               |  |  |            |            |  |  |        |        |
|  | Ostpreußen         | 0; 4         | Berlin-Brandenburg | 1; 1        |                    |               |  |  |            |            |  |  |        |        |
|  |                    |              | Berlin-Brandenburg | 1; 1        |                    |               |  |  |            |            |  |  |        |        |
|  |                    |              |                    | Nordmark    | 1; 4               |               |  |  |            |            |  |  |        |        |
|  | Niederschlesien    | 0            |                    | Nordmark    | 1; 4               |               |  |  |            |            |  |  |        |        |
|  | Niederschlesien    | 0            |                    |             |                    |               |  |  |            |            |  |  |        |        |
|  | Nordmark           | 3            |                    |             |                    |               |  |  |            |            |  |  |        |        |
|  | Nordmark           | 3            | Nordmark           | 6           |                    |               |  |  |            |            |  |  |        |        |
|  |                    |              | Nordmark           | 6           |                    |               |  |  |            |            |  |  |        |        |
|  |                    |              |                    |             | Köln-Aachen        | 0             |  |  |            |            |  |  |        |        |
|  | Köln-Aachen        | 4            |                    |             | Köln-Aachen        | 0             |  |  |            |            |  |  |        |        |
|  | Köln-Aachen        | 4            |                    |             |                    |               |  |  |            |            |  |  |        |        |
|  | Bayern             | 3            |                    |             |                    |               |  |  |            |            |  |  |        |        |

## Ausscheidungsrunde
| Datum            |               | Ergebnis             |                     | Stadion                                        |
| ---------------- | ------------- | -------------------- | ------------------- | ---------------------------------------------- |
| 5. Oktober 1941  | Elsaß         | 4:9 (0:5)            | Württemberg         | Meinaustadion, Straßburg (7.500)               |
| 5. Oktober 1941  | Mitte         | 1:0 (1:0)            | Pommern             | Thüringer Landeskampfbahn, Weimar (4.000)      |
| 5. Oktober 1941  | Oberschlesien | 5:1 (1:1)            | Generalgouvernement | Bismarckhütte (10.000)                         |
| 5. Oktober 1941  | Moselland     | 2:6 (1:4)            | Baden               | Hermann-Göring-Kampfbahn, Koblenz (3.000)      |
| 5. Oktober 1941  | Kurhessen     | 3:2 (1:2)            | Danzig-Westpreußen  | Kurhessen-Sportplatz, Kassel (2.000)           |
| 5. Oktober 1941  | Ostpreußen    | 7:1 (1:0)            | Sudetenland         | Horst-Wessel-Kampfbahn, Königsberg (8.000)     |
| 5. Oktober 1941  | Hessen-Nassau | 2:2 n. V. (2:2, 1:0) | Niederschlesien     | Frankfurter Stadion, Frankfurt am Main (5.000) |
| 5. Oktober 1941  | Westmark      | 1:3 (1:1)            | Köln-Aachen         | Symphorien-Insel, Metz (3.000)                 |
| 12. Oktober 1941 | Niedersachsen | 11:2 (5:1)           | Wartheland          | Weserstadion, Bremen (7.000)                   |

Wiederholungsspiel:
| Datum            |                 | Ergebnis             |               | Stadion                                 |
| ---------------- | --------------- | -------------------- | ------------- | --------------------------------------- |
| 19. Oktober 1941 | Niederschlesien | 4:3 n. V. (3:3, 2:1) | Hessen-Nassau | Hermann-Göring-Stadion, Breslau (7.000) |

Freilose erhielten Niederrhein, Nordmark, Ostmark, Berlin-Brandenburg, Sachsen, Bayern und Westfalen.

## Achtelfinale
| Datum            |                    | Ergebnis  |               | Stadion                                   |
| ---------------- | ------------------ | --------- | ------------- | ----------------------------------------- |
| 9. November 1941 | Württemberg        | 4:6 (2:3) | Mitte         | Adolf-Hitler-Kampfbahn, Stuttgart (8.000) |
| 9. November 1941 | Ostmark            | 5:0 (4:0) | Oberschlesien | Wiener Stadion, Wien (17.000)             |
| 9. November 1941 | Baden              | 1:3 (0:2) | Niederrhein   | Wildparkstadion, Karlsruhe (6.000)        |
| 9. November 1941 | Kurhessen          | 4:2 (1:1) | Sachsen       | Sportpark Johannisau, Fulda (3.000)       |
| 9. November 1941 | Westfalen          | 1:4 (0:0) | Niedersachsen | VfL-Platz, Bochum (7.000)                 |
| 9. November 1941 | Berlin-Brandenburg | 0:0 n. V. | Ostpreußen    | Preussenstadion, Berlin (7.000)           |
| 9. November 1941 | Niederschlesien    | 0:3 (0:2) | Nordmark      | Hermann-Göring-Stadion, Breslau (8.000)   |
| 9. November 1941 | Köln-Aachen        | 4:3 (3:2) | Bayern        | Radrennbahn, Köln (10.000)                |

Wiederholungsspiel:
| Datum             |            | Ergebnis  |                    | Stadion                                    |
| ----------------- | ---------- | --------- | ------------------ | ------------------------------------------ |
| 23. November 1941 | Ostpreußen | 4:5 (3:4) | Berlin-Brandenburg | Horst-Wessel-Kampfbahn, Königsberg (7.000) |

## Viertelfinale
| Datum             |               | Ergebnis  |                    | Stadion                                        |
| ----------------- | ------------- | --------- | ------------------ | ---------------------------------------------- |
| 14. Dezember 1941 | Niederrhein   | 6:2 (4:0) | Kurhessen          | Fortunaplatz, Düsseldorf (4.000)               |
| 14. Dezember 1941 | Niedersachsen | 1:2 (1:0) | Berlin-Brandenburg | Eintrachtstadion, Braunschweig (10.000)        |
| 21. Dezember 1941 | Mitte         | 2:3 (2:2) | Ostmark            | Horst-Wessel-Kampfbahn, Halle (Saale) (20.000) |
| 21. Dezember 1941 | Nordmark      | 6:0 (3:0) | Köln-Aachen        | Stadion Hoheluft, Hamburg (12.000)             |

## Halbfinale
| Paarung         | Donau-Alpenland – Niederrhein |
| Ergebnis        | 0:1 (0:0) |
| Datum           | 7. September 1942 |
| Stadion         | Praterstadion, Wien |
| Zuschauer       | 30.000 |
| Schiedsrichter  | Hans Grabler (Regensburg) |
| Tore            | 0:1 Arens (46.) |
| Donau-Alpenland | Stefan Ploc (First Vienna FC) – Otto Kaller (First Vienna FC), Robert Purz (Wiener Sport-Club) – Leopold Gernhardt (SK Rapid Wien), Ernst Sabeditsch (First Vienna FC), Engelbert Smutny (SK Rapid Wien) – Franz Holeschofsky (First Vienna FC), Karl Decker (First Vienna FC), Richard Fischer (First Vienna FC), Franz Hanreiter (SK Admira Wien), Ludwig Durek (FC Wien)                                |
| Niederrhein     | Willy Jürissen (Rot-Weiß Oberhausen) – Wilhelm Dziarstek (Hamborn 07), Karl Duch (Hamborn 07) – Friedrich Nowak (TuS Helene Altenessen), Paul Scholz (Rot-Weiß Oberhausen), Jakob Wimmer (VfL Benrath) – Paul Winkler (Schwarz-Weiß Essen), Kurt Hinsch (SSV 04 Wuppertal), August Groß (Rot-Weiß Oberhausen), Manfred Pitton (VfL Benrath), Josef Arens (TuS Helene Altenessen) Cheftrainer: Emil Melcher |

| Paarung            | Berlin-Brandenburg – Nordmark |
| Ergebnis           | 1:1 n. V. (1:1, 0:0) |
| Datum              | 7. September 1942 |
| Stadion            | Poststadion, Berlin |
| Zuschauer          | 15.000 |
| Schiedsrichter     | Clemens Tombrägel (Danzig) |
| Tore               | 1:0 Graf (46.) 1:1 Boller (52.) |
| Berlin-Brandenburg | Helmut Jahn (Berliner SV 1892) – Emil Krause (Hertha BSC), Kurt Podratz (Tennis Borussia Berlin) – Walter Zunker (Blau-Weiß 90 Berlin), Hans Maaßen (Berliner SV 1892), Erich Goede (Berliner SV 1892) – Hort Weiß (Hertha BSC), Wilhelm Joraschkowitz (Hertha BSC), Gerhard Graf (Blau-Weiß 90 Berlin), Hermann Kästner (Tennis Borussia Berlin), Kurt Berner (Berliner SV 1892) |
| Nordmark           | Hans Uhlig (FC St. Pauli) – Edmund Adamkiewicz (Hamburger SV), Karl Miller (FC St. Pauli) – Arnold Tegge (FC St. Pauli), Erwin Seeler (Hamburger SV), Willi Bergmann (Eimsbütteler TV) – Esegel Melkonian (Hamburger SV), Hans Heibach (Hamburger SV), Alfred Boller (Holstein Kiel), Rudolf Noack (Hamburger SV), Karl Kühl (FC St. Pauli)                                       |

Wiederholungsspiel:
| Paarung            | Nordmark – Berlin-Brandenburg |
| Ergebnis           | 4:1 (0:1) |
| Datum              | 27. September 1942 |
| Stadion            | Stadion Hoheluft, Hamburg |
| Zuschauer          | 22.000 |
| Schiedsrichter     | Fritz Gärtner (Osnabrück) |
| Tore               | 0:1 Graf (14.) 1:1 Heibach (46.) 2:1 Adamkiewicz (59.) 3:1 Adamkiewicz (78.) 4:1 Heibach (87.) |
| Nordmark           | Hans Uhlig (FC St. Pauli) – Paul Janes (Hamburger SV), Karl Miller (FC St. Pauli) – Erwin Seeler (Hamburger SV), Hans Rohde (Eimsbütteler TV), Willi Bergmann (Eimsbütteler TV) – Esegel Melkonian (Hamburger SV), Hans Heibach (Hamburger SV), Edmund Adamkiewicz (Hamburger SV), Rudolf Noack (Hamburger SV), Karl Kühl (FC St. Pauli)                                               |
| Berlin-Brandenburg | Helmut Jahn (Berliner SV 1892) – Wilhelm Sold (Tennis Borussia Berlin), Emil Krause (Hertha BSC) – Walter Zunker (Blau-Weiß 90 Berlin), Hans Maaßen (Berliner SV 1892), Walter Schulz (Tennis Borussia Berlin) – Ernst Lehner (Blau-Weiß 90 Berlin), Fritz Balogh (Hertha BSC), Gerhard Graf (Blau-Weiß 90 Berlin), Kurt Berner (Berliner SV 1892), Georg Siegel (Lufthansa SG Berlin) |

## Finale
| Paarung        | Niederrhein – Nordmark |
| Ergebnis       | 2:1 (1:1) |
| Datum          | 15. November 1942 |
| Stadion        | Stadion Uhlenkrug, Essen |
| Zuschauer      | 20.000 |
| Schiedsrichter | Ernst Sackenreuther (Nürnberg) |
| Tore           | 1:0 Winkler (3.) 1:1 Heibach (43.) 2:1 Rosenbauer (82.) |
| Niederrhein    | Willy Jürissen (Rot-Weiß Oberhausen) – Wilhelm Dziarstek (Hamborn 07), Werner Bastke (Rot-Weiss Essen) – Jakob Wimmer (VfL Benrath), Paul Scholz (Rot-Weiß Oberhausen), Friedrich Nowak (TuS Helene Altenessen) – Paul Winkler (Schwarz-Weiß Essen), August Groß (Rot-Weiß Oberhausen), Heinz Rosenbauer (TuS Duisburg 48/99), August Bertz (TuS Helene Altenessen), Josef Arens (TuS Helene Altenessen) |
| Nordmark       | Hans-Jürgen Kowalkowski (Eimsbütteler TV) – Edmund Adamkiewicz (Hamburger SV), Karl Miller (FC St. Pauli) – Erwin Seeler (Hamburger SV), Hans Rohde (Eimsbütteler TV), Willi Bergmann (Eimsbütteler TV) – Esegel Melkonian (Hamburger SV), Hans Heibach (Hamburger SV), Alfred Boller (Holstein Kiel), Franz Linken (Holstein Kiel), Karl Kühl (FC St. Pauli)                                            |

## Torschützen
Nachfolgend sind die besten Torschützen des Reichsbundpokal 1941/42 aufgeführt. Sie sind nach Anzahl ihrer Treffer sortiert, bei Gleichstand nach Spieleinsätzen.
| Rang | Spieler             | Auswahlmannschaft | Verein                 | Tore | Einsätze |
| ---- | ------------------- | ----------------- | ---------------------- | ---- | -------- |
| 1    | Edmund Conen        | Württemberg       | Stuttgarter Kickers    | 5    | 2        |
| 1    | Herbert Panse       | Nordmark          | Eimsbütteler TV        | 5    | 2        |
| 3    | Waldemar Gräbsch    | Mitte             | 1. SV Jena             | 5    | 3        |
| 3    | Kurt Hinsch         | Niederrhein       | Wuppertaler SV         | 5    | 3        |
| 3    | Herbert Matschinski | Niedersachsen     | Eintracht Braunschweig | 5    | 3        |